# Praia da Falésia
Praia da Falésia vista do mar
A Praia da Falésia é uma praia situada no município de Albufeira, no Algarve, sul de Portugal.
É uma praia junto de uma enorme falésia com a particularidade de em certas zonas possuir uma cor avermelhada, que se inicia na Praia do Barranco das Belharucas e se estende até Vilamoura, sendo recomendável para nadar pois o areal não possui rochas.

## Descrição
O areal é imenso, inserido num troço contínuo de areias com 5,5 km de extensão, flanqueado por uma linha de arribas altas em tons fortes, ora rubros, ora esbranquiçados, criando contrastantes jogos de cor com as sobranceiras manchas verdes de pinheiro-manso. No troço poente a arriba é altiva mas muito macia, talhada em areias e argilas, onde a chuva não tem dificuldade em gerar relevos sinuosos, com ravinamentos profundos. Para nascente a arriba vai lentamente rebaixando, permanecendo intensamente esculpida. É o desgaste desta rocha que alimenta o areal, fornecendo areia à praia. É assim possível observar na base destas arribas pequenos cones de areia, onde se vão fixando as plantas típicas das dunas: narciso-das-areias, couve-do-mar, cravo-das-areias, trevo-de-creta e cardo-marítimo. Estas espécies coloridas misturam-se com a vegetação típica das arribas, de cor mais monótona, aqui composta sobretudo por salgadeiras. O areal possui troços tranquilos, ideal para caminhadas na areia, muito frequentes.  
Areal sob arriba de argila vermelha com apontamentos de areia branca, que se eleva a 40 metros de altura. Possui um bosque de pinheiros-mansos no topo da falésia, por onde se desenvolvem diversos trilhos que permitem caminhadas sobranceiras à linha de costa. Do alto da falésia temos uma excelente perspetiva da grandiosidade com que a natureza abençoou este local, sendo possível observarmos a totalidade da arriba, tanto para nascente, até perder o areal de vista, no limite do concelho, como para poente, quando é abruptamente interrompida para dar lugar a uma falésia calcária de tons amarelados. 

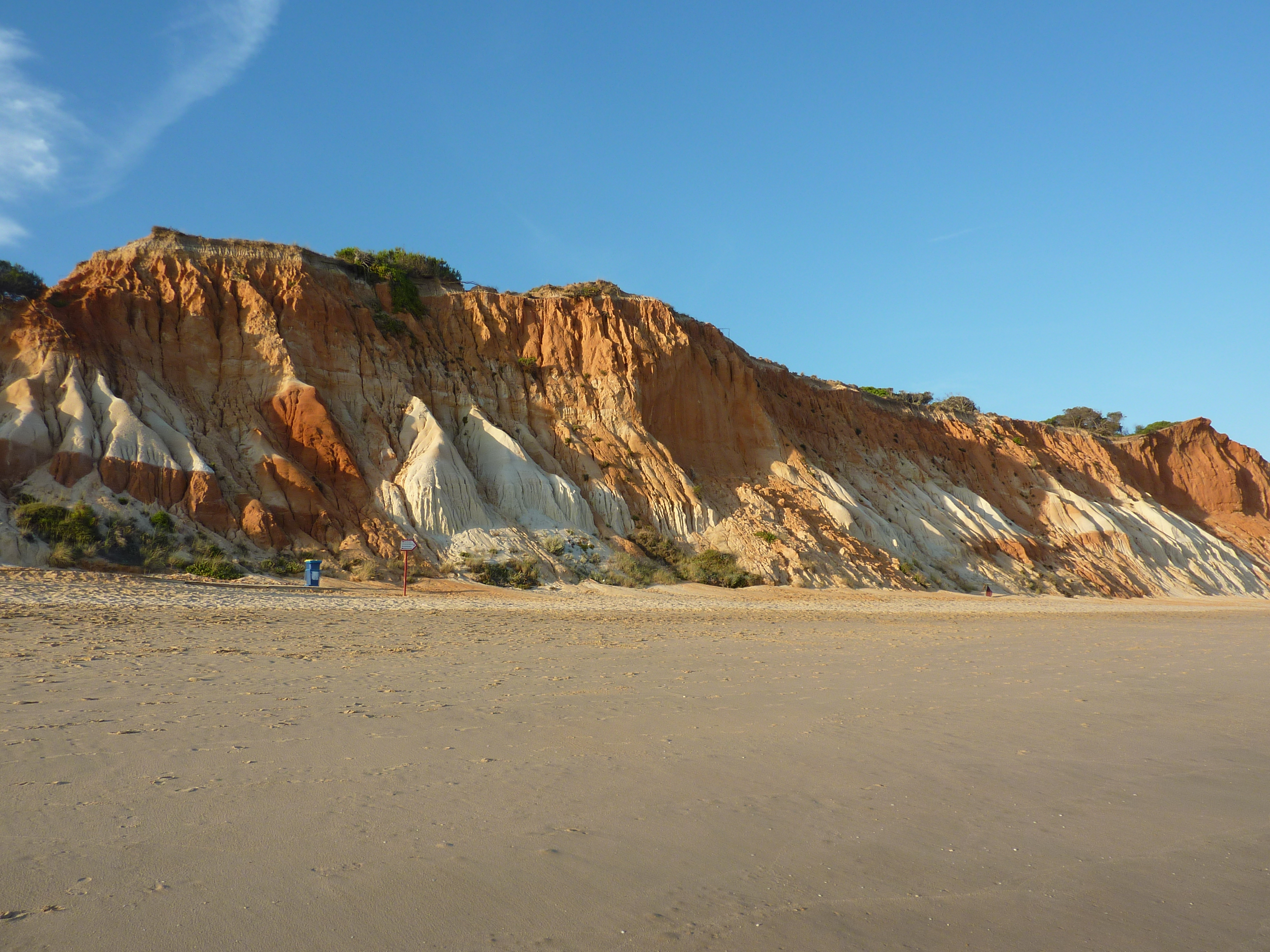
Praia da Falésia

## Acessos
A praia tem acesso por estrada e possui um parque de estacionamento junto à mesma, com acesso por escadas de madeira. 

## Infraestruturas e equipamentos
Possui boas infraestruturas e equipamentos, com uma oferta de atividades aquáticas muito diversificada.
Praia vigiada por nadadores salvadores durante a época balnear (entre Maio a Outubro). 
Tem área de guarda-sóis.
Serviços existentes: aluguer de toldos, gaivotas, gondolas, ski tubarão, boias e caiaque. 

## Temperatura do mar
A temperatura da água do mar mantém-se pelos 14ºC em janeiro e atinge os 22ºC em agosto. 

## Temperatura do ar
Uma brisa marítima costuma refrescar a temperatura média anual do Algarve que é de 17,7ºC (12ºC em janeiro e até cerca dos 30ºC em agosto). 
A região conta com mais de 3000 horas de sol (mais de 300 dias) durante o ano o que a torna um destino favorito para quem aprecia um clima tão agradável.

## Reconhecimento, Prémios e galardões
- Praia com bandeira azul.
- Foi considerada a melhor praia de Portugal vencendo os prémios Travellers’ Choice que distinguiram as dez melhores praias em Portugal, de acordo com as opiniões e avaliações dos utilizadores do TripAdvisor. [6]
- Em 2023, foi eleita pelo «Travelers Choice Awards» do portal TripAdvisor, a sexta melhor praia do mundo.[7]